# Guardatele ma non toccatele
Guardatele ma non toccatele è un film del 1959 diretto da Mario Mattoli.

## Trama
In un aeroporto militare italiano viene segnalato alla torre di controllo che un aereo americano sta per atterrare in seguito ad un guasto del motore. Al maresciallo La Notte viene ordinato di occuparsi di alloggiare l'equipaggio. Il colonnello comandante si reca sul posto con i servizi di emergenza pensando alla grande scocciatura che gli sarebbe toccata di lì a poco.
Ma quando il portellone del velivolo si apre si scopre che a bordo vi sono delle ausiliarie dell'aviazione statunitense, venti bellissime ragazze in compagnia della loro comandante Rebecca O'Connor.
La donna è molto autoritaria e non vuole che le ragazze combinino sciocchezze con i militari italiani ufficiali e truppa, ma il giorno dopo Rebecca scopre che il pilota è ubriaco, gran parte delle ragazze mancano all'appello e che Julia è scappata dal suo fidanzato. Inoltre la stessa Julia si è camuffata da uomo per non farsi riconoscere, ma viene intrattenuta dal tenente Gianni Altieri che la scambia per un suo collega. E la girandola di equivoci inizia, mentre le altre ragazze si divertono con La Notte e gli altri militari.

## Produzione
Il film è stato girato nell'Aeroporto di Guidonia.

## Accoglienza

### Critica
(Leo Pestelli, La Stampa, 15 settembre 1959)

## Riconoscimenti
- Gran trofeo Ulivo d'oro al V Festival del cinema umoristico di Bordighera (1959).[1]